# Raildemper

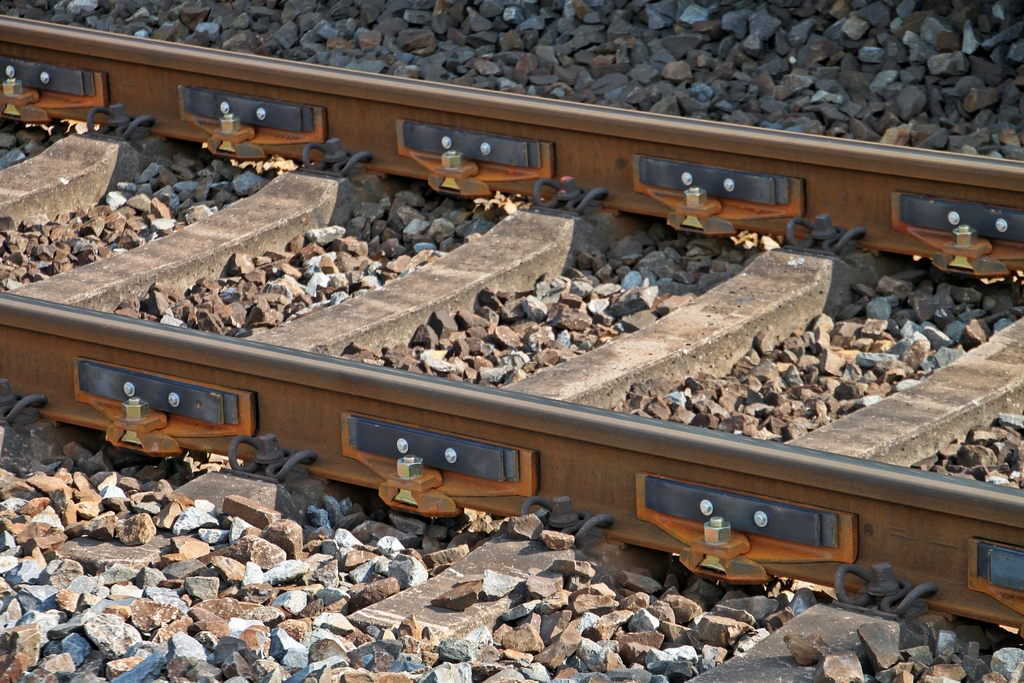
Raidempers aan rails bij Rathen, spoorlijn Dresden – Děčín

Een raildemper dempt het trillen van de spoorrails, en daarmee het 'zingende' geluid dat spoorrails soms veroorzaken als er een trein overheen rijdt. Het zijn blokken van geluidsabsorberend materiaal die tegen het 'lijf' van de rail worden geplaatst. Raildempers dempen het trillingsgeluid van spoorrails met ongeveer 3 dB(A). Dat ligt dicht bij het maximaal haalbare, maar deze geluidsreductie is voor het menselijk oor maar net waarneembaar. In combinatie met andere geluidswerende maatregelen, zoals het voorkomen van oneffenheden op rails en treinwielen, zijn ze doeltreffender.

## Gebruik
Raildempers worden tussen de dwarsliggers tegen de rails geplaatst. Ze kunnen niet geplaatst worden bij wissels en overwegen en dergelijke. Ze worden ook niet geplaatst op plekken waar twee spoorstaven aan elkaar zijn gelast, of waar kabels aan de spoorstaven zijn gelast. Het ontbreken van een enkele demper heeft nauwelijks effect op de geluidsreductie.
ProRail laat twee typen raildempers op het spoorwegnet toe, namelijk raildempers die aan de spoorrail gelijmd worden, en raildempers die tegen de rail geklemd worden. Het aanbrengen van gelijmde raildempers is arbeidsintensief omdat voor het lijmen de roest van de spoorrail verwijderd moet worden.